# Вали-А
Вали-А (пол. Wały A) — село в Польщі, у гміні Кшижанув Кутновського повіту Лодзинського воєводства.
Населення — 36 осіб (2011).
У 1975-1998 роках село належало до Плоцького воєводства.

## Демографія
Демографічна структура станом на 31 березня 2011 року:
|          | Загалом | Допрацездатний вік | Працездатний вік | Постпрацездатний вік |
| -------- | ------- | ------------------ | ---------------- | -------------------- |
| Чоловіки | 17      | 3                  | 13               | 1                    |
| Жінки    | 19      | 1                  | 13               | 5                    |
| Разом    | 36      | 4                  | 26               | 6                    |